# نینگوی ونگای
نینگوی ونگای (نام علمی: Ningaui ridei) نام یک گونه از سرده نینگوی است.